# École centrale de Nantes
A École Centrale de Nantes, também conhecida como Centrale Nantes, é uma grande école de engenharia e um membro fundador da France AEROTECH. 
Localizada na França, ela foi criada em 1919 e faz parte do intergrupo das Écoles Centrale.

## História
Em agosto de 1919, sob o impulso de industriais das construções naval e civil, decide-se criar o Institut Polytechnique de l'Ouest (Instituto Politécnico do Oeste) na cidade de Nantes . Este instituto completaria as diversas formações locais (Faculdade de Medicina, Instituto de Ciências, Instituto de Letras) ligadas à Universidade de Rennes. Sua vocação é múltipla: eletricidade, mecânica, química, fundição. Seu estatuto é de estabelecimento municipal.
Em 1926, o Estado reconhece o instituto e aceita sua ligação à Universidade de Rennes. Em 1947, o instituto é transformado em École Nationale Supérieure de Mécanique - ENSM (Escola Nacional Superior de Mecânica), do tipo École Nationale Supérieure d'Ingénieurs - ENSI (Escola Nacional Superior de Engenheiros). Seu estatuto é de instituto de faculdade ligado à Universidade de Rennes. Esta ligação é transferida à Universidade de Nantes no momento de sua criação, em 1962.
A ENSM se instala em 1977 no Petit Port (norte de Nantes), próximo às faculdades de Direito e de Letras.
Em 1991, com a criação do Intergrupo das Écoles Centrale, a ENSM passa a ser denominada École Centrale de Nantes (ECN) conservando seu estatuto de estabelecimento público administrativo até 29 de setembro de 1993, quando o decreto 93-1143 a transforma em estabelecimento público de caráter científico, cultural e profissional. Ela deixa então o grupo das ENSI para unir-se, com a École centrale de Lille, as écoles centrales de Paris et Lyon.
O diretor Pierre Vaussy deixa suas funções em 2002 e é sucedido por Patrick Chedmail, antigo diretor de estudos que continua o trabalho de seu predecessor, principalmente no projeto da reforma estudantil, que tem como objetivo redefinir o perfil generalista da formação proposta pelas Écoles Centrale e reforçar os laços com o mundo empresarial. 

## Formação

### A formação de engenheiro generalista
Centrale Nantes forma engenheiros generalistas capazes de se adaptarem a diversos problemas que eles encontrarão no mercado de trabalho. Geralmente, os alunos formados pela ECN ocupam rapidamente postos de grande responsabilidade, como chefes de projeto. 
Por se tratar de uma grande école, antes de ingressarem na ECN, os alunos franceses cursam as Classes Préparatoires (Aulas Preparatórias), onde eles assimilam conceitos de Matemática e Física. Uma vez aprovados no vestibular, durante os dois primeiros anos na ECN, os alunos cursam o Tronc Commun (Tronco Comum / Ciclo Básico). Neste período, eles aprendem matérias fundamentais da Engenharia como Resistência dos Materiais, Termodinâmica e Mecânica dos Fluidos, além de disciplinas voltadas ao mercado de trabalho como Comunicação e Conhecimento da Empresa. 
A partir do terceiro ano, a École propõe aos alunos de aprofundar seus conhecimentos em uma das 9 opções disciplinares seguintes:
- Automatique (Automação)
- Informatique (Informática / Computação)
- Développement des Produits et Systèmes Industriels (Desenvolvimento de Produtos e Sistemas Industriais / Produção)
- Matériaux (Materiais)
- Simulation en Ingénierie Mécanique (Simulação em Engenharia Mecânica)
- Génie Civil et Environnement (Engenharia Civil e Meio-Ambiente)
- Énergétique (Energia / Termodinâmica)
- Hydrodynamique & Génie Océanique (Hidrodinâmica & Engenharia Oceânica / Naval)

Também é pedido aos alunos do terceiro ano de escolherem uma das opções profissionais seguintes:
- Design, marketing et innovation (Design, marketing e inovação)
- Développement d'un projet personnel (Desenvolvimento de um projeto pessoal)
- Entreprendre (Empreender)
- Finance (Finanças)
- Management de projets (Gestão de projetos)
- Qualité (Qualidade)
- Recherche et développement (Pesquisa e desenvolvimento)
- Ville et services durables (Cidade e serviços sustentáveis)

Desde 2001, a École Centrale de Nantes busca obter uma dimensão internacional. Deste modo duas línguas são obrigatórias durante toda a graduação e os alunos devem obter pelo menos um certificado de proficiência internacionalmente reconhecido. O objetivo da École é de ultrapassar o simples aprendizado escolar e de trazer aos alunos conhecimentos culturais e uma aptidão à comunicação na vida profissional.  
Além disso, todos os alunos franceses devem, durante o período de graduação, ter uma experiência em um país estrangeiro durante pelo menos 6 semanas. O tempo médio que os alunos franceses passam fora da França é de 4,5 meses, o que constitui um "ponto forte" na formação dos engenheiros da ECN, que adquirem assim um bom conhecimento da cultura de um país. 
Graças a acordos através do Top Industrial Managers for Europe (TIME, rede que engloba cerca de 57 grandes universidades europeias), os alunos podem efetuar um intercâmbio de 18 a 24 meses em um estabelecimento parceiro e obter, ao final de 4 anos de estudo, um diploma de engenheiro da ECN e o diploma de nível equivalente deste estabelecimento.

### A formação de mestres e doutores
A ECN está implicada em 2 Écoles Doctorales através de uma parceria com a Universidade de Nantes:
- École doctorale Sciences et Technologies de l’information et des matériaux, presidida pela Universidade de Nantes ;
- École doctorale Mécanique, Thermique et Génie civil, presidida pela ECN.

O número médio de estudantes da ECN em preparação de tese é de 45 para a área mecânica / engenharia civil e de 55 para o Institut de Recherche en Communication et Cybernétique de Nantes (IRCCyN). A École forma cerca de 30 doutores por ano.

## Pesquisa
A pesquisa está fundamentada em 4 unidades de pesquisa:
- Institut de Recherche en Communication et Cybernétique de Nantes (IRCCyN)
- Laboratoire de Mécanique des Fluides
- Institut de Recherche en Génie Civil et Mécanique (GeM)
- Institut de Recherche en Mathématiques Jean Leray

## Centrale Nantes em números
- 900 alunos de graduação
- 300 professores, dos quais:
  - 120 permanentes
  - 180 profissionais de empresas
- 120 funcionários administrativos e técnicos
- 230 alunos de mestrado e doutorado
- 70 alunos do ITII e de licence-Maîtrise de technologie (graduação em domínio da tecnologia)

- 40 000 m² de área construída
- 4 laboratórios de pesquisa
- 15 hectares de campus

## Mapa do campus
| - Prédio A Subsolo : Gráfica / Serviço de fotocópias Térreo : Recepção - Serviço de Graduação (Scolarité) - Anfiteatro A 1º andar : Direção, Direção de Estudos e Pesquisa, Secretaria Geral, Serviço dos Funcionários, Comunicação, Finanças e desenvolvimento industrial, Limpeza-Patrimônio, Higiene-Segurança, Recepção-Zeladoria - Prédio B Térreo : Salas de aula - Enfermaria - Centrale Nantes Estudos (empresa júnior) 1º andar : Salas de aula - Salas de informática - Espaço profissionalizante ("sala dos estágios") - Prédio C Térreo / 1º andar : Salas de aula - Salas multimídia - Prédio D Subsolo : Centro de Recursos Informáticos (CRI) Departemento de Informática e Matemática Laboratório de Matemática Jean Leray - Equipe de pesquisa do CERMA Térreo : Salas de Trabalhos Práticos (TP) 1º andar : Serviço de contabilidade Direção de Relações Internacionais Laboratório de Mecânica dos Fluidos • Equipe de Hidrodinâmica e Engenharia Oceânica • Equipe de Modelização Numérica Departemento de Automatação e Robótica Departemento de Mecânica dos Fluidos e Energia - Prédio E Térreo : Associação Engenheiros Centrale Nantes (Espaço Empresas) Salas de aula e de TP 1º andar : GeM - Instituto de Engenharia Civil e Mecânica • Pólo Materiais e Procedimentos de Fabricação Departemento de Mecânica, Materiais e Engenharia Civil - Prédio F 1º andar : GeM - Instituto de Engenharia Civil e Mecânica • Pólo Estruturas e Ligas • Pôle Materiais porosos, interações, estruturas • ERT, Ruptura e durabilidade das estruturas Departemento de Mecânica, Materiais e Engenharia Civil | - Prédio G Laboratório de Mecânica dos Fluidos Hall d’ensaios em hidrodinâmica : tanques para análise de quilhas e marés - Prédio H Laboratório de Mecânica dos Fluidos • Equipe de Energia dos Motores a Combustão Interna - Bancada de ensaios motores - Prédio I Entrega de mercadorias Ateliê de Fabricação Mecânica - Prédio J GeM - Instituto de Engenharia Civil e Mecânica - Hall de ensaios - Prédio L Térreo : Ginásio - Biblioteca - Grêmio (Bureau des élèves - BDE) - Salão de eventos(sala de piano) 1º andar : Departemento de Comunicação, Línguas e Empresa (CLE), Cafeteria - Prédio N Laboratório de Mecânica dos Fluidos • Equipe de Dinâmica da Atmosfera Habitada • Equipe de Energia dos Motores a Combustão Interna Departemento de Mecânica dos Fluidos e Energia - Prédio O GeM - Instituto de Engenharia Civil e Mecânica • Catapulta e ensaios de choque - Prédio P Departemento de Engenharia dos Produtos e Sistemas Industriais (IPSI) - Prédio S Instituto de Pesquisa em Comunicação e Cibernética de Nantes IRCCyN - Prédios IM3 e IM3bis Edifícios de recepção de empresas - Atlanpole (SITIA - SIREHNA) PRINCIPIA |

## Processo seletivo
O recrutamento dos alunos franceses se faz principalmente através de um concurso após as classes préparatoires aux Grandes Écoles (aulas preparatórias para as Grandes Écoles). A via de acesso principal é o Concurso Centrale-Supélec. Os alunos aprovados geralmente vêm de especializações escolhidas já durante o período das classes préparatoires, como Mathématiques et Physique - MP (Matemática e Física), Physique et Sciences de l'Ingénieur - PSI (Física e Ciências do Engenheiro), dentre outras. Entretanto, uma parte dos estudantes franceses são selecionados após terem efetuado uma licence ("bacharelado"), um mestrado científico ou um curso técnico (BTS, DUT).
Quanto aos alunos estrangeiros, eles são selecionados nas universidades que possuem programas de parceria com a ECN, tais como TIME (países europeus) e TIME Overseas (China, México, Rússia, Brasil, Japão, Indonésia, etc).
Eis a composição da turma de alunos formados em 2006 :
| Via de acesso à Centrale Nantes     | Vagas oferecidas |
| Concurso Centrale Supélec           |                  |
| MP MP*                              | 130              |
| PC PC*                              | 50               |
| PSI PSI*                            | 70               |
| TSI TSI*                            | 7                |
| Outras provas                       |                  |
| Banca de provas (Especialização PT) | 12               |
| Concurso ATS                        | 5                |
| Admissões sob título (licence)      | 5                |
| Diplomas estrangeiros               | 25               |

## A vida na École

### Vida associativa
A vida estudantil na École Centrale de Nantes é rica e bem organizada: ela se articula em torno das associações.

#### A Associação Esportiva
A atividade esportiva na École é muito presente e encorajada. Várias equipes de esportes coletivos participam dos campeonatos entre Grandes Écoles, locais, regionais e mesmo nacionais. Os esportes individuais também seguem a mesma linha.

##### Os esportes coletivos
- Basquete : 2 a 3 equipes masculinas de acordo com os anos, 1 equipe feminina. A equipe de basquete participa regularmente das competições regionais, bem como das fases finais de campeonatos nacionais que designam o Campeão da França das Grandes Écoles.
- Vôlei : o esporte mais praticado na École, mais de uma dezena de equipes.
- Rugby : o rugby é conhecido na École Centrale de Nantes tanto por seu espírito festivo e convivial que por suas performances esportivas. A equipe se qualifica frequentemente nas fases finais dos campeonatos universitários franceses, durante os quais ela enfrenta as fortes equipes de Toulouse. Os rugbeux ("rugbosos"), como eles são chamados, sabem como ninguém imortalizarem seus terceiros tempos.

    Detalhe : a École possui também uma equipe feminina que "domina" a região de Nantes. 
- Futebol : competição com as equipes 1 e 2 ou só pelo prazer com a equipe 0.
- Handebol : maior número de premiações dentre os esportes coletivos da École com numerosas participações em fases finais do Campeonato da França das Écoles.
- Hockey.